# Conker's Pocket Tales
Conker's Pocket Tales é um jogo eletrônico de ação-aventura desenvolvido pela Rare e publicado pela Nintendo. Foi lançado em 1999 para Game Boy Color. É o primeiro jogo da série Conker e segue a história de Conker, um esquilo-vermelho, que pretende recuperar seus presentes de aniversário roubados e resgatar sua namorada Berri, que foi sequestrada por Evil Acorn. O cartucho é de formato duplo, permitindo que também seja executado no Game Boy original com algumas diferenças na jogabilidade.

## Jogabilidade
Conker's Pocket Tales segue a história de Conker, um esquilo-vermelho, que pretende recuperar seus presentes de aniversário roubados e resgatar sua namorada Berri, que foi sequestrada por Evil Acorn. Apresentado de uma perspectiva de cima para baixo, Conker pode explorar grandes ambientes na tentativa de encontrar todos os seus presentes roubados. Ao coletar um certo número de presentes em cada área e derrotar um chefe, os jogadores desbloqueiam o acesso à próxima. Além de correr e pular, Conker pode realizar um ataque de impacto no ar que pode apertar botões para resolver quebra-cabeças. Conker também tem a habilidade de desenterrar pedaços de terra macia, emergindo em outro pedaço predeterminado para alcançar áreas inacessíveis, e usa um estilingue para derrotar inimigos ou acertar interruptores distantes. Os quebra-cabeças também são resolvidos empurrando blocos no chão.
O jogo pode ser jogado tanto no Game Boy quanto no Game Boy Color. No entanto, o layout e alguns eventos do jogo são diferentes dependendo do console em que é jogado. O jogo pode ser pausado e salvo em qualquer lugar quando jogado em um Game Boy Color ou modelo posterior, mas só pode ser salvo em pontos específicos de salvamento quando jogado em um Game Boy padrão.

## Desenvolvimento e lançamento
Conker's Pocket Tales é o primeiro jogo para Game Boy Color desenvolvido pela Rare. Foi lançado na América do Norte em 8 de junho de 1999 e na Europa em agosto. O desenvolvimento começou após o lançamento de Donkey Kong Land III em 1997. A Rare buscou fazer um jogo de ação-aventura no estilo The Legend of Zelda, com um tom mais sombrio no estilo de filmes góticos. Depois de ver as primeiras versões de Conker's Bad Fur Day, eles decidiram remover o tema gótico e substituí-lo por um tema de fantasia, com Conker como personagem principal. A trilha sonora foi composta por Eveline Fischer e Robin Beanland.

## Recepção
Conker's Pocket Tales recebeu críticas geralmente mistas dos críticos. Em uma avaliação bastante positiva, a revista Planet Game Boy elogiou o tamanho do jogo e seu minijogos, afirmando que Pocket Tales é "um verdadeiro cultivador" e que sua longa vida de 20 horas "passará voando". Da mesma forma, a N64 Magazine escreveu que o jogo é "muito mais envolvente do que você esperaria que fosse após [seu] início sombrio", destacando sua extensão, quebra-cabeças e aspecto de exploração. Embora a revista tenha concluído que o jogo está longe de ser tão bom quanto The Legend of Zelda: Link's Awakening DX, ainda o considerava como um dos melhores jogos para Game Boy Color na época de seu lançamento.